# 加法尼亚-达博阿奥拉
加法尼亚-达博阿奥拉是葡萄牙阿威罗区的一个堂区。总面积37.1平方公里，总人口2277人，人口密度61.4人/平方公里。